# Nati l'8 febbraio
| Questa pagina contiene informazioni ricavate automaticamente dalle voci biografiche con l'ausilio del template Bio e di un bot. L'aggiornamento è periodico e automatico e ricostruisce completamente la pagina. Se manca una persona in questa lista, sei pregato di non aggiungerla, ma accertati piuttosto che la sua voce biografica contenga il template Bio e che i dati anagrafici siano correttamente compilati. Se il template Bio manca, inseriscilo tu stesso o, in alternativa, metti l'avviso {{tmp\|Bio}} che ne segnala la mancanza. Se i dati riportati sono sbagliati, correggi direttamente la voce biografica; le modifiche saranno visibili in questa lista entro pochi giorni. Per chiarimenti vedi il progetto biografie. La lista contiene solo le 1.320 persone che sono citate nell'enciclopedia e per le quali è stato implementato correttamente il template Bio. Pagina aggiornata al 17 ago 2025. |

## II secolo(1)
- 120 - Vettio Valente, astrologo romano († 175)

## V secolo(1)
- 412 - Proclo, filosofo e matematico bizantino († 485)

## XII secolo(1)
- 1191 - Jaroslav II di Vladimir, principe († 1246)

## XIII secolo(3)
- 1284 - Edoardo di Savoia, conte († 1329)
- 1291 - Alfonso IV del Portogallo, sovrano († 1357)
- 1293 - Clemenza d'Ungheria, regina († 1328)

## XV secolo(3)
- 1405 - Costantino XI Paleologo, imperatore bizantino († 1453)
- 1424 - Cristoforo Landino, umanista, poeta e filosofo italiano († 1498)
- 1487 - Ulrico di Württemberg, duca († 1550)

## XVI secolo(14)
- 1507 - Luca Martini, ingegnere e scrittore italiano († 1561)
- 1514 - Daniele Barbaro, patriarca cattolico e umanista italiano († 1570)
- 1538 - Alessandro Magno, viaggiatore italiano († 1576)
- 1547 - Girolamo Mattei, cardinale, nobile e collezionista d'arte italiano († 1603)
- 1552 - Théodore Agrippa d'Aubigné, scrittore e poeta francese († 1630)
- 1553 - Marija Fëdorovna Nagaja, russa
- 1577 - Robert Burton, saggista inglese († 1640)
- 1582 - Matthias Bernegger, filologo e astronomo tedesco († 1640)
- 1582 - Ottavio II Thiene, nobile († 1623)
- 1585 - Constant d'Aubigné, nobile francese († 1647)
- 1589 - Peter Melander von Holzappel, generale tedesco († 1648)
- 1593 - Louis de Nogaret de La Valette d'Épernon, cardinale, arcivescovo cattolico e condottiero francese († 1639)
- 1594 - Vincenzo II Gonzaga, nobile italiano († 1627)
- 1600 - Luis Alfonso de los Cameros, arcivescovo cattolico spagnolo († 1676)

## XVII secolo(13)
- 1622 - Niwa Mitsushige, militare giapponese († 1701)
- 1630 - Pierre-Daniel Huet, filosofo, storico e teologo francese († 1721)
- 1634 - Teodosio di Braganza, principe portoghese († 1653)
- 1642 - Hans Kogler, architetto tedesco († 1702)
- 1649 - Giovanni Antonio Andreoni, gesuita italiano († 1716)
- 1649 - Gabriel Daniel, storico e gesuita francese († 1728)
- 1651 - Francesco Martinelli, architetto italiano († 1708)
- 1657 - Alessandro Falconieri, cardinale italiano († 1734)
- 1663 - Filippo Valignani, arcivescovo cattolico italiano († 1737)
- 1675 - Magdalena Sibylla von Neitschütz, nobildonna tedesca († 1694)
- 1684 - Federigo Amadei, religioso e storico italiano († 1755)
- 1685 - Charles-Jean-François Hénault, drammaturgo, storico e scrittore francese († 1770)
- 1700 - Daniel Bernoulli, matematico e fisico svizzero († 1782)

## XVIII secolo(47)
- 1701 - Giovanni Battista Martinelli, architetto austriaco († 1754)
- 1703 - Corrado Giaquinto, pittore italiano († 1766)
- 1707 - Pio dal Borgo, giurista e letterato italiano († 1785)
- 1708 - Václav Jan Kopřiva, compositore e organista ceco († 1789)
- 1715 - Pasquale Cafaro, compositore italiano († 1787)
- 1715 - Urbano Paracciani Rutili, cardinale e arcivescovo cattolico italiano († 1777)
- 1716 - Franz Heinrich von Dalberg, nobile e politico tedesco († 1776)
- 1718 - Joseph-Marie Amiot, missionario francese († 1793)
- 1720 - Sakuramachi, imperatore giapponese († 1750)
- 1721 - Ferdinando di Solms-Braunfels, principe tedesco († 1783)
- 1727 - Ferdinando Toderini, letterato italiano
- 1730 - Gaetano Barba, architetto e ingegnere italiano († 1806)
- 1731 - Innocenzo Conti, cardinale e arcivescovo cattolico italiano († 1785)
- 1741 - André Grétry, compositore belga († 1813)
- 1741 - Fëdor Grigor'evič Orlov, militare e politico russo († 1796)
- 1743 - Louis-Auguste-Philippe d'Affry, militare e politico svizzero († 1810)
- 1744 - Karl Theodor von Dalberg, arcivescovo cattolico tedesco († 1817)
- 1755 - Raffaele Longobardi, vescovo cattolico italiano († 1822)
- 1761 - Carlo Maria Lenzi, vescovo cattolico italiano († 1825)
- 1762 - Gia Long, imperatore vietnamita († 1820)
- 1762 - Gian Antonio Turinetti di Priero, nobile italiano († 1801)
- 1764 - Giovanni Amoretti, incisore italiano († 1849)
- 1764 - Rudolf Cederström, ammiraglio svedese († 1833)
- 1764 - Carlo Giuseppe Perrone di San Martino, nobile italiano († 1836)
- 1765 - Joseph Eybler, compositore austriaco († 1846)
- 1766 - Carlo Giorgio Augusto di Brunswick-Wolfenbüttel, nobile († 1806)
- 1766 - Johann Benjamin Erhard, medico, filosofo e scrittore tedesco († 1827)
- 1774 - Peter Goëss, ufficiale e giurista austriaco († 1846)
- 1774 - Karl Friedrich Heinrich, filologo classico tedesco († 1838)
- 1781 - Guglielmina di Sagan, nobile tedesca († 1839)
- 1782 - Malla Silfverstolpe, scrittrice svedese († 1861)
- 1785 - Heinrich Anschütz, attore teatrale austriaco († 1865)
- 1785 - Martín Miguel de Güemes, militare argentino († 1821)
- 1786 - Angelo Antonio Scotti, paleografo, bibliotecario e arcivescovo cattolico italiano († 1845)
- 1787 - Charles Marie Denys de Damrémont, generale francese († 1837)
- 1787 - Giovanni Gussone, botanico italiano († 1866)
- 1787 - Jan Zygmunt Skrzynecki, generale polacco († 1860)
- 1792 - Carolina Augusta di Baviera, principessa tedesca († 1873)
- 1793 - Jean-Baptiste Louis Gros, diplomatico, nobile e fotografo francese († 1870)
- 1794 - Friedlieb Ferdinand Runge, chimico tedesco († 1867)
- 1794 - Raymond d'Humilly de Serraval, politico francese († 1851)
- 1795 - Gennaro Fergola, militare italiano († 1870)
- 1795 - Nathaniel Pitcher Tallmadge, politico statunitense († 1864)
- 1796 - Barthélemy-Prosper Enfantin, imprenditore e scrittore francese († 1864)
- 1798 - Michail Pavlovič Romanov, nobile russo († 1849)
- 1799 - John Lindley, botanico inglese († 1865)
- 1800 - Aleksej Vasil'evič Šeremetev, nobile russo († 1857)

## XIX secolo(213)
- 1802 - Étienne-Théodore Cuenot, vescovo cattolico francese († 1861)
- 1803 - Aleksandr Grigor'evič Demidov, ufficiale russo († 1853)
- 1804 - Richard Lemon Lander, esploratore britannico († 1834)
- 1804 - Giovanni Vialardi, cuoco italiano († 1872)
- 1805 - Auguste Blanqui, rivoluzionario, attivista e politico francese († 1881)
- 1805 - Kuriakose Elias Chavara, presbitero e santo indiano († 1871)
- 1805 - Giuseppe Lauria, magistrato e politico italiano († 1879)
- 1806 - Giovanni Battista Carducci, architetto e mecenate italiano († 1878)
- 1806 - Andrea Meneghini, politico italiano († 1870)
- 1807 - Luigi Calori, medico e anatomista italiano († 1896)
- 1807 - Benjamin Waterhouse Hawkins, scultore britannico († 1894)
- 1809 - Faustino Malaspina, magistrato e politico italiano († 1882)
- 1809 - Benedetto Musolino, patriota e politico italiano († 1885)
- 1810 - Norbert Burgmüller, musicista tedesco († 1836)
- 1810 - Franz von Pitha, chirurgo austriaco († 1875)
- 1810 - Eliphas Lévi, esoterista francese († 1875)
- 1810 - Arcangelo Scacchi, mineralogista, geologo e vulcanologo italiano († 1893)
- 1811 - Edwin D. Morgan, politico statunitense († 1883)
- 1812 - Agenor Gołuchowski, politico polacco († 1875)
- 1813 - Jacob Georg Agardh, botanico e politico svedese († 1901)
- 1813 - José Manuel Pareja, marinaio e militare spagnolo († 1865)
- 1814 - Carl Paul Caspari, storico, saggista e docente norvegese († 1892)
- 1814 - Horatio Nelson White, architetto statunitense († 1892)
- 1814 - Juan Rafael Mora Porras, politico costaricano († 1860)
- 1815 - Auguste Lacaussade, poeta francese († 1897)
- 1815 - Giuseppe Pasolini, nobile e politico italiano († 1876)
- 1817 - Richard Stoddert Ewell, generale statunitense († 1872)
- 1817 - John Riley, militare irlandese († 1850)
- 1818 - Austin Blair, politico statunitense († 1894)
- 1818 - Ferdinand von Langenau, diplomatico, militare e nobile austriaco († 1881)
- 1819 - Wilhelm Jordan, scrittore tedesco († 1904)
- 1819 - John Ruskin, scrittore, pittore e poeta britannico († 1900)
- 1819 - Carolyne zu Sayn-Wittgenstein, nobildonna polacca († 1887)
- 1820 - William Tecumseh Sherman, generale, dirigente d'azienda e educatore statunitense († 1891)
- 1820 - Luigi Soldo, generale e patriota italiano († 1874)
- 1822 - Maxime Du Camp, scrittore e fotografo francese († 1894)
- 1822 - Sebastiano Galeati, cardinale e arcivescovo cattolico italiano († 1901)
- 1823 - Ilario Alibrandi, giurista italiano († 1894)
- 1824 - Barnard Elliott Bee, Jr., militare statunitense († 1861)
- 1824 - Gaetano Filangieri, principe di Satriano, nobile, storico dell'arte e collezionista d'arte italiano († 1892)
- 1825 - Henry Walter Bates, biologo, esploratore e entomologo inglese († 1892)
- 1825 - Giovanni Garelli, medico e politico italiano († 1881)
- 1825 - Giuseppe Ronco, vescovo cattolico italiano († 1898)
- 1826 - John A. Logan, generale e politico statunitense († 1886)
- 1826 - Francesco Martire, politico italiano († 1887)
- 1826 - Tancredi Mosti Trotti Estense, politico, militare e patriota italiano († 1903)
- 1827 - Hans Schjellerup, astronomo danese († 1887)
- 1828 - Antonio Cagnoni, compositore italiano († 1896)
- 1828 - Antonio Cánovas del Castillo, politico spagnolo († 1897)
- 1828 - Pasquale Valsecchi, politico italiano († 1900)
- 1828 - Jules Verne, scrittore francese († 1905)
- 1829 - Teresa Cibele Legnazzi, patriota italiana († 1905)
- 1830 - Abdul Aziz, sultano ottomano († 1876)
- 1830 - Vincenzo Calenda di Tavani, magistrato e politico italiano († 1910)
- 1834 - Giuseppe Maria Graniello, cardinale e arcivescovo cattolico italiano († 1896)
- 1834 - Dmitrij Ivanovič Mendeleev, chimico russo († 1907)
- 1835 - Jörgen Vilhem Bergsøe, scrittore e entomologo danese († 1911)
- 1835 - Lazzaro Gagliardo, politico italiano († 1899)
- 1837 - Carlo Astengo, prefetto, magistrato e politico italiano († 1917)
- 1839 - Enrico Castelnuovo, scrittore italiano († 1915)
- 1839 - Gustav Karl Laube, geologo e paleontologo tedesco († 1923)
- 1840 - Élisabeth Turgeon, religiosa canadese († 1881)
- 1841 - José Sebastião d'Almeida Neto, cardinale e patriarca cattolico portoghese († 1920)
- 1841 - Gian Luca Cavazzi della Somaglia, politico italiano († 1896)
- 1842 - Ulisse Barbieri, drammaturgo, scrittore e patriota italiano († 1899)
- 1844 - Paul Demeny, poeta francese († 1918)
- 1844 - Alberto Pansa, diplomatico e politico italiano († 1928)
- 1845 - Francis Ysidro Edgeworth, matematico e economista britannico († 1926)
- 1845 - Emil Sax, economista austriaco († 1927)
- 1845 - Anton Weichselbaum, patologo e batteriologo austriaco († 1920)
- 1847 - Hugh Price Hughes, religioso britannico († 1902)
- 1847 - Hermann Klette, ingegnere tedesco († 1909)
- 1847 - Filippo Nani Mocenigo, politico e storico italiano († 1921)
- 1847 - Salvatore Salomone Marino, etnologo, medico e scrittore italiano († 1916)
- 1847 - Hermann Vöchting, botanico tedesco († 1917)
- 1847 - Evgenij Maksimilianovič di Leuchtenberg, principe russo († 1901)
- 1849 - Aristide Cavallari, cardinale e patriarca cattolico italiano († 1914)
- 1850 - Kate Chopin, scrittrice statunitense († 1904)
- 1850 - Fritz Schöll, filologo classico tedesco († 1919)
- 1852 - Frederick Samuel Fish, imprenditore, politico e avvocato statunitense († 1936)
- 1852 - Gustav Körte, archeologo tedesco († 1917)
- 1852 - Julius Neubronner, chimico, inventore e fotografo tedesco († 1932)
- 1853 - Roberto Trompowsky, militare e insegnante brasiliano († 1926)
- 1854 - Michele Gebbia, matematico italiano († 1929)
- 1855 - Giuseppe Orlando, ingegnere italiano († 1926)
- 1856 - Gustav Adolf Hugo Dahlstedt, botanico svedese († 1934)
- 1856 - Egisto Zabeo, politico italiano († 1926)
- 1857 - Michele Cortegiani, pittore italiano († 1919)
- 1857 - Elisabetta Anna di Prussia, nobile († 1895)
- 1857 - Christiaan Snouck Hurgronje, orientalista olandese († 1936)
- 1857 - Giulio Cesare Teloni, assiriologo italiano († 1943)
- 1858 - Hermann Škorpil, archeologo, geologo e botanico ceco († 1923)
- 1859 - Domenico Fracassi di Torre Rossano, diplomatico, imprenditore e politico italiano († 1945)
- 1859 - Gabriele Reuter, scrittrice tedesca († 1941)
- 1860 - Geremia Lomnyc'kyj, presbitero ucraino († 1916)
- 1860 - Wojciech Trąmpczyński, politico polacco († 1953)
- 1861 - Charles Doudelet, incisore belga († 1938)
- 1862 - Edward Elkas, attore statunitense († 1933)
- 1862 - Károly Ferenczy, pittore ungherese († 1917)
- 1863 - Luigi Ziliotto, politico e patriota italiano († 1922)
- 1864 - Ľudovít Čordák, pittore slovacco († 1937)
- 1864 - Herbert Wilberforce, tennista britannico († 1941)
- 1865 - Erwin Zeidler, generale austro-ungarico († 1945)
- 1866 - Moses Gomberg, chimico statunitense († 1947)
- 1866 - Manuel Linares Rivas, politico, drammaturgo e giurista spagnolo († 1938)
- 1867 - Max Dessoir, filosofo tedesco († 1947)
- 1867 - Michael Zeno Diemer, pittore tedesco († 1939)
- 1868 - Lionel Walter Rothschild, banchiere, politico e zoologo britannico († 1937)
- 1869 - Georgette Leblanc, soprano, attrice e scrittrice francese († 1941)
- 1870 - Vladimir Vladimirovič Musin-Puškin, nobile e politico russo († 1923)
- 1870 - Lon Poff, attore statunitense († 1952)
- 1872 - Abe Hartley, calciatore scozzese († 1909)
- 1872 - Theodor Lessing, filosofo tedesco († 1933)
- 1872 - Nikolaj Panin-Kolomenkin, pattinatore artistico su ghiaccio e tiratore a segno russo († 1956)
- 1873 - Josef Enzensperger, alpinista, meteorologo e avvocato tedesco († 1903)
- 1873 - Filippo Perlo, vescovo cattolico e missionario italiano († 1948)
- 1873 - Edvard Hugo von Zeipel, astronomo svedese († 1959)
- 1873 - Pёtr Ivanovič Čardynin, regista cinematografico russo († 1934)
- 1874 - Bror Berger, attore, regista e sceneggiatore svedese († 1948)
- 1876 - Paula Modersohn-Becker, pittrice tedesca († 1907)
- 1877 - Luigi Faccio, partigiano e politico italiano († 1951)
- 1877 - Carl Tanzler, radiologo tedesco († 1952)
- 1877 - Albert Vögler, imprenditore e politico tedesco († 1945)
- 1877 - Olaf Richard von Wulff, militare austriaco († 1955)
- 1878 - Martin Buber, filosofo, teologo e pedagogista austriaco († 1965)
- 1878 - Nestore Cinelli, ingegnere e urbanista italiano († 1947)
- 1878 - Willem Hesselink, allenatore di calcio e calciatore olandese († 1973)
- 1878 - Vincenzo Michetti, compositore italiano († 1956)
- 1878 - Paul Otto, attore, sceneggiatore e regista tedesco († 1943)
- 1879 - Glover Morrill Allen, zoologo statunitense († 1942)
- 1879 - Mizzi Günther, soprano austriaco († 1961)
- 1879 - Adolf Lindfors, lottatore finlandese († 1959)
- 1879 - Albert Taillandier, pistard francese († 1945)
- 1879 - Elizabeth Langdon Williams, astronoma statunitense († 1981)
- 1880 - Joe Bache, calciatore inglese († 1960)
- 1880 - Maliq Bushati, politico albanese († 1946)
- 1880 - Arthur Greenwood, politico inglese († 1954)
- 1880 - Franz Marc, pittore tedesco († 1916)
- 1881 - Walter Andrews, pistard canadese († 1954)
- 1881 - E.D. Horkheimer, produttore cinematografico statunitense († 1966)
- 1881 - Beniamino Rosati, medico e ambientalista italiano († 1978)
- 1882 - Frank Kehoe, pallanuotista e tuffatore statunitense († 1949)
- 1882 - George Siegmann, attore e regista statunitense († 1928)
- 1883 - Benvenuto Donati, filosofo italiano († 1950)
- 1883 - Giuseppe Magliano, politico e avvocato italiano († 1971)
- 1883 - Joseph Schumpeter, economista austriaco († 1950)
- 1884 - Snowy Baker, pugile e attore australiano († 1953)
- 1884 - Albert Debrunner, linguista svizzero († 1958)
- 1884 - Robert Taylor Jones, politico statunitense († 1958)
- 1884 - Burt Mustin, attore statunitense († 1977)
- 1885 - Raffaele Corso, etnografo e antropologo italiano († 1965)
- 1885 - Costan Zarian, scrittore, poeta e giornalista armeno († 1969)
- 1886 - Donald MacDonald, attore e regista statunitense († 1972)
- 1886 - Charles Ruggles, attore statunitense († 1970)
- 1887 - Ernest Burri, aviatore svizzero († 1969)
- 1887 - René Camard, calciatore francese († 1915)
- 1888 - Albert Betts, ginnasta britannico († 1924)
- 1888 - Edith Evans, attrice britannica († 1976)
- 1888 - Mór Korach, ingegnere chimico ungherese († 1975)
- 1888 - Tefik Mborja, politico albanese († 1954)
- 1888 - Giuseppe Ungaretti, poeta, scrittore e traduttore italiano († 1970)
- 1888 - Ad Wolgast, pugile statunitense († 1955)
- 1888 - Enrico du Chêne de Vère, calciatore italiano († 1976)
- 1889 - Sandro Baganzani, poeta, giornalista e insegnante italiano († 1950)
- 1889 - Gino Grimaldi, pittore italiano († 1941)
- 1889 - Siegfried Kracauer, saggista e filosofo tedesco († 1966)
- 1890 - Giorgio Wenter Marini, architetto italiano († 1973)
- 1891 - Angelo Di Carlo, militare e mafioso italiano († 1967)
- 1892 - Luigi Bartolini, incisore, pittore e scrittore italiano († 1963)
- 1892 - Mario Bergamo, politico e antifascista italiano († 1963)
- 1892 - Ralph Chubb, poeta e tipografo britannico († 1960)
- 1892 - Bruno Fortichiari, politico italiano († 1981)
- 1892 - Esodo Pratelli, pittore e regista italiano († 1983)
- 1892 - Elizabeth Ryan, tennista statunitense († 1979)
- 1894 - Billy Bishop, aviatore canadese († 1956)
- 1894 - Vittorio Codovilla, politico italiano († 1970)
- 1894 - Moose Goheen, hockeista su ghiaccio statunitense († 1979)
- 1894 - Arnaldo Guerrini, antifascista italiano († 1944)
- 1894 - Ludwig Marcuse, filosofo tedesco († 1971)
- 1894 - King Vidor, regista, sceneggiatore e produttore cinematografico statunitense († 1982)
- 1895 - Fedele Azari, pittore, pubblicitario e aviatore italiano († 1930)
- 1895 - Luigi Bevilacqua, militare italiano († 1918)
- 1895 - Horloogijn Čojbalsan, politico e generale mongolo († 1952)
- 1895 - Hallam Cooley, attore statunitense († 1971)
- 1895 - Robert Cummings, attore e regista statunitense († 1949)
- 1895 - Giovanni di Gesù e Maria, presbitero spagnolo († 1937)
- 1895 - Charles Géronimi, calciatore francese († 1918)
- 1895 - Heikki Hirvonen, sciatore di pattuglia militare e sci orientista finlandese († 1973)
- 1895 - Gino Marzocchi, pittore e scultore italiano († 1981)
- 1896 - Samuel J. Briskin, produttore cinematografico russo († 1968)
- 1897 - Francesco Colitto, avvocato e politico italiano († 1989)
- 1897 - Marcel Colleu, ciclista su strada francese († 1973)
- 1897 - Zakir Hussain, politico indiano († 1969)
- 1897 - József Jeszmás, calciatore ungherese († 1934)
- 1897 - José Enrique Marrero Regalado, architetto spagnolo († 1956)
- 1897 - Vasilij Morozov, generale sovietico († 1964)
- 1898 - Enrico Anzilotti, diplomatico italiano († 1983)
- 1898 - André Fierens, calciatore belga († 1971)
- 1898 - Guido Pajetta, pittore italiano († 1987)
- 1898 - Felix Weil, sociologo e filantropo argentino († 1975)
- 1899 - Juan Arremón, calciatore uruguaiano († 1979)
- 1899 - Lonnie Johnson, cantante e chitarrista statunitense († 1970)
- 1899 - Günther Krampf, direttore della fotografia austriaco († 1950)
- 1899 - Hans Lang, calciatore tedesco († 1943)
- 1899 - Santeri Levas, scrittore e fotografo finlandese († 1987)
- 1899 - Bo Lindman, pentatleta e schermidore svedese († 1992)
- 1899 - Paul Martin, regista e sceneggiatore ungherese († 1967)
- 1899 - Ennio Zelioli-Lanzini, avvocato e politico italiano († 1976)
- 1900 - Robert Bibal, regista e sceneggiatore francese († 1973)
- 1900 - Franco Colella, pittore italiano († 1979)
- 1900 - Ivan Petrovič Ivanov-Vano, regista e sceneggiatore sovietico († 1987)
- 1900 - Howard Jackson, compositore statunitense († 1966)
- 1900 - Edoardo Persico, critico d'arte e saggista italiano († 1936)

## XX secolo(990)
- 1902 - Aroldo Bellini, scultore italiano († 1984)
- 1902 - Gori Castellani, aviatore e militare italiano († 1974)
- 1902 - Demchugdongrub, generale mongolo († 1966)
- 1902 - Jan Elfring, calciatore olandese († 1977)
- 1902 - Lucie Englisch, attrice austriaca († 1965)
- 1902 - Bessie Jones, cantante statunitense († 1984)
- 1902 - Hans Nägle, bobbista tedesco
- 1902 - Girolamo Quaglia, lottatore italiano († 1985)
- 1902 - Lyle Talbot, attore statunitense († 1996)
- 1902 - Auguste Verdyck, ciclista su strada belga († 1988)
- 1903 - Gladys Carson, nuotatrice britannica († 1987)
- 1903 - Friedrich Jürgenson, regista svedese († 1987)
- 1903 - Greta Keller, attrice austriaca († 1977)
- 1903 - Guido Morisi, attore italiano († 1951)
- 1903 - Luigi Renato Sansone, politico e avvocato italiano († 1967)
- 1903 - Tunku Abdul Rahman, principe e politico malese († 1990)
- 1904 - Igor' Bėlza, musicologo e compositore sovietico († 1994)
- 1904 - Carlo II di Löwenstein-Wertheim-Rosenberg, politico tedesco († 1990)
- 1904 - João Pereira Venâncio, vescovo cattolico portoghese († 1985)
- 1904 - Hendrik Timmer, tennista olandese († 1998)
- 1905 - Secondo Finotto, calciatore italiano († 1976)
- 1905 - Preguinho, calciatore brasiliano († 1979)
- 1906 - Franz Andrysek, sollevatore austriaco († 1981)
- 1906 - Chester Carlson, fisico, avvocato e inventore statunitense († 1968)
- 1906 - Carlo Cestelli Guidi, ingegnere italiano († 1995)
- 1906 - Gisela Gresser, scacchista statunitense († 2000)
- 1906 - Richard Hofmann, calciatore tedesco († 1983)
- 1906 - Franco Langella, compositore e direttore d'orchestra italiano († 1971)
- 1906 - Gustavo Pittaluga, compositore, direttore d'orchestra e saggista spagnolo († 1975)
- 1906 - Henry Roth, scrittore statunitense († 1995)
- 1907 - Béla Bay, schermidore ungherese († 1999)
- 1907 - Peter Delaney, militare statunitense († 1945)
- 1907 - William Markowitz, astronomo statunitense († 1998)
- 1907 - Daniele Turani, politico e dirigente sportivo italiano († 1964)
- 1908 - Grazia Dore, poetessa e scrittrice italiana († 1984)
- 1908 - Myron McCormick, attore statunitense († 1962)
- 1909 - Maria Eisner, fotografa statunitense († 1991)
- 1909 - Kató Lomb, traduttrice ungherese († 2003)
- 1909 - Roldano Lupi, attore e doppiatore italiano († 1989)
- 1909 - Ferenc Tóth, lottatore ungherese († 1981)
- 1910 - George Raphaël Béthenod, pilota automobilistico francese († 1994)
- 1910 - Steffi Duna, attrice ungherese († 1992)
- 1910 - János Gyarmati, allenatore di calcio e calciatore ungherese († 1974)
- 1910 - Heinrich Hiltl, calciatore austriaco († 1982)
- 1910 - Stig Järrel, attore e regista svedese († 1998)
- 1910 - Hugo Vītols, calciatore lettone († 1965)
- 1911 - Lélia Abramo, attrice, politica e attivista brasiliana († 2004)
- 1911 - Judith Allen, attrice statunitense († 1996)
- 1911 - Elizabeth Bishop, poetessa e scrittrice statunitense († 1979)
- 1911 - Jørgen Hval, calciatore norvegese († 1992)
- 1911 - Attilio Masarati, ciclista su strada italiano († 1971)
- 1911 - Eric Porter, regista e produttore cinematografico australiano († 1983)
- 1911 - Jimmy Richardson, calciatore inglese († 1964)
- 1911 - Gisberto Vecchi, partigiano italiano († 1944)
- 1912 - Horst Ademeit, aviatore tedesco († 1944)
- 1912 - Ann Lambton, orientalista britannica († 2008)
- 1912 - Nikita Dmitrievič Magalov, pianista russo († 1992)
- 1912 - Gyula Polgár, allenatore di calcio e calciatore ungherese († 1992)
- 1912 - Richard William Southern, storico e medievista inglese († 2001)
- 1912 - Frode Sørensen, ciclista su strada danese († 1980)
- 1912 - Vojtěch Věchet, calciatore cecoslovacco († 1988)
- 1913 - Betty Field, attrice statunitense († 1973)
- 1913 - Martin Gilliat, ufficiale inglese († 1993)
- 1913 - Luigi Palmieri, politico italiano († 1970)
- 1914 - Michele Columbu, politico e scrittore italiano († 2012)
- 1914 - Roberto Ducci, diplomatico, scrittore e giornalista italiano († 1985)
- 1914 - Demofilo Fidani, regista, sceneggiatore e scenografo italiano († 1994)
- 1914 - Bill Finger, fumettista e scrittore statunitense († 1974)
- 1914 - Renzo Helfer, politico italiano († 1991)
- 1914 - Lloyd Lamble, attore australiano († 2008)
- 1914 - Giacinto Prandelli, tenore italiano († 2010)
- 1914 - Werner Roell, aviatore e militare tedesco († 2008)
- 1914 - Andrea Vasa, filosofo italiano († 1980)
- 1914 - Mario Vitali, bobbista italiano († 1979)
- 1914 - Rolando Zanni, sciatore alpino e sciatore di velocità italiano († 2000)
- 1915 - Hayri Arsebük, cestista turco († 1943)
- 1915 - Roberto d'Austria-Este, austriaco († 1996)
- 1915 - Vittoria Avanzini, ginnasta italiana († 2001)
- 1915 - Rudolf Fabry, poeta, scrittore e giornalista slovacco († 1982)
- 1915 - Georges Guétary, cantante e attore greco († 1997)
- 1915 - Takeshi Kamo, calciatore giapponese († 2004)
- 1915 - Alvin Lustig, grafico, tipografo e designer statunitense († 1955)
- 1915 - Elbert Scott McCuskey, aviatore statunitense († 1997)
- 1915 - Martin Sommer, militare e criminale di guerra tedesco († 1988)
- 1916 - Giuseppe Kressevich, marciatore italiano († 1994)
- 1916 - Luigi Reho, linguista e poeta italiano († 2013)
- 1916 - Giulio Tedeschi, politico italiano († 1980)
- 1918 - Giovanni Battista Berghinz, ufficiale e partigiano italiano († 1944)
- 1918 - Freddie Blassie, wrestler statunitense († 2003)
- 1918 - Angiolo Bonistalli, calciatore italiano († 1986)
- 1918 - Peter Lanyon, pittore britannico († 1964)
- 1918 - Michael Strong, attore, produttore cinematografico e produttore televisivo statunitense († 1980)
- 1918 - Mario Valota, schermidore svizzero († 2000)
- 1919 - Marcella Balconi, psichiatra, partigiana e politica italiana († 1999)
- 1919 - Michael Benthall, regista e direttore artistico britannico († 1974)
- 1919 - Peter Berglar, storico tedesco († 1989)
- 1919 - Leopold Neumer, calciatore austriaco († 1990)
- 1919 - Achille Pesce, giornalista e politico italiano († 1978)
- 1920 - Bob Bemer, informatico statunitense († 2004)
- 1920 - Bengt Ekerot, attore e regista svedese († 1971)
- 1920 - Sverre Farstad, pattinatore di velocità su ghiaccio norvegese († 1978)
- 1920 - Mike Magill, pilota automobilistico statunitense († 2006)
- 1920 - Bruce Smith, giocatore di football americano statunitense († 1967)
- 1920 - Giacinto Spagnoletti, storico della letteratura, poeta e romanziere italiano († 2003)
- 1920 - Lana Turner, attrice statunitense († 1995)
- 1920 - Pietro Virga, giurista e costituzionalista italiano († 2004)
- 1920 - Clemens Wientjes, calciatore tedesco († 1998)
- 1921 - Hans Albert, filosofo e sociologo tedesco († 2023)
- 1921 - Moshe Gil, storico israeliano († 2014)
- 1921 - Immanuel Jakobovits, rabbino e teologo britannico († 1999)
- 1921 - Kaino Lempinen, ginnasta finlandese († 2003)
- 1921 - Luciano Pezzi, partigiano, ciclista su strada e dirigente sportivo italiano († 1998)
- 1922 - Jurij Averbach, scacchista, scrittore e compositore di scacchi russo († 2022)
- 1922 - Warren Fenley, cestista e allenatore di pallacanestro statunitense († 2009)
- 1922 - Gaetano Fichera, matematico italiano († 1996)
- 1922 - Tadeusz Gajcy, poeta polacco († 1944)
- 1922 - Audrey Meadows, attrice statunitense († 1996)
- 1923 - Carla Angelini, partigiana italiana († 1995)
- 1923 - Eugenio Cenisio, pittore italiano († 1993)
- 1923 - Choi Yung-keun, calciatore sudcoreano († 1994)
- 1923 - Aleksandr Nikolaevič Efimov, generale e aviatore sovietico († 2012)
- 1923 - Urpo Korhonen, fondista e scrittore finlandese († 2009)
- 1923 - Nebojša Popović, cestista, allenatore di pallacanestro e dirigente sportivo jugoslavo († 2001)
- 1923 - Robert Rietti, attore e regista italiano († 2015)
- 1924 - Sante Carollo, ciclista su strada italiano († 2004)
- 1924 - Giuseppe Costamagna, politico italiano († 1995)
- 1924 - Charles Coste, ex pistard francese
- 1924 - Barnaba Hechich, presbitero italiano († 2013)
- 1924 - Gösta Lindh, calciatore svedese († 1984)
- 1924 - Diego Lozano, calciatore spagnolo († 2011)
- 1924 - Roberto Mauri, regista, sceneggiatore e attore italiano († 2018)
- 1924 - Lisel Mueller, poetessa e traduttrice tedesca († 2020)
- 1924 - Leonid Aristarchovič Pčёlkin, regista sovietico († 2004)
- 1924 - Khamtai Siphandon, politico, patriota e rivoluzionario laotiano († 2025)
- 1924 - Wu Chengzhang, ex cestista cinese
- 1925 - Anna Lina Bagnoli Ravà, giurista italiana († 2005)
- 1925 - Gastone Cottino, giurista, partigiano e politico italiano († 2024)
- 1925 - Raimondo D'Inzeo, cavaliere italiano († 2013)
- 1925 - Oldřich Lajsek, pittore e designer cecoslovacco († 2001)
- 1925 - Jack Lemmon, attore statunitense († 2001)
- 1925 - Vincenzo Mondo, politico e medico italiano († 2004)
- 1925 - Renato Pollini, politico italiano († 2010)
- 1925 - Franco Ressel, attore italiano († 1985)
- 1925 - Viktor Ivanovyč Zarec'kyj, pittore, grafico e pedagogo sovietico († 1990)
- 1926 - Neal Cassady, scrittore statunitense († 1968)
- 1926 - Adriano Ghione, partigiano italiano († 1944)
- 1926 - Michel Pinseau, architetto francese († 1999)
- 1926 - Derek Pugh, velocista britannico († 2008)
- 1926 - Allan Rich, attore statunitense († 2020)
- 1926 - Elena Várossová, filosofa e storica della filosofia slovacca († 2010)
- 1926 - Sonja Ziemann, attrice tedesca († 2020)
- 1927 - Andy Graver, calciatore inglese († 2014)
- 1927 - John T. Myers, politico statunitense († 2015)
- 1927 - Silvio Narizzano, regista canadese († 2011)
- 1928 - Ennio De Giorgi, matematico italiano († 1996)
- 1928 - Osian Ellis, arpista e compositore britannico († 2021)
- 1928 - Elizabeth Harrower, scrittrice e giornalista australiana († 2020)
- 1928 - Jack Larson, attore e produttore cinematografico statunitense († 2015)
- 1928 - Gene Lees, giornalista, scrittore e critico musicale canadese († 2010)
- 1928 - Marisa Mantovani, attrice e commediografa italiana († 2011)
- 1928 - Vladimir Margania, calciatore sovietico († 1958)
- 1928 - Vjačeslav Vasil'evič Tichonov, attore russo († 2009)
- 1929 - Gianni Carrara, fondista italiano († 1992)
- 1929 - Emerico Giachery, scrittore e saggista italiano
- 1929 - Karl Koller, allenatore di calcio e calciatore austriaco († 2009)
- 1929 - Bill Livingstone, calciatore scozzese († 2011)
- 1929 - Christian Marin, attore francese († 2012)
- 1929 - Virgil Nestorescu, compositore di scacchi rumeno († 2018)
- 1929 - Claude Rich, attore francese († 2017)
- 1929 - Oscar Rizzato, arcivescovo cattolico italiano († 2021)
- 1929 - Giovanni Battista Todescato, religioso italiano († 2016)
- 1929 - Rosemarie von Trapp, cantante austriaca († 2022)
- 1930 - Carlo Castellaneta, scrittore e giornalista italiano († 2013)
- 1930 - Umberto Chiacchio, politico e imprenditore italiano († 2001)
- 1930 - Catherine Hardy, velocista statunitense († 2017)
- 1930 - Emmanuele Milano, giornalista e dirigente d'azienda italiano
- 1930 - Giovanni Motzo, giurista italiano († 2002)
- 1930 - Orlando Peralta, cestista argentino († 2010)
- 1931 - Shadia, attrice e cantante egiziana († 2017)
- 1931 - James Dean, attore statunitense († 1955)
- 1931 - Gino Marturano, attore italiano († 2004)
- 1931 - John McSeveney, allenatore di calcio e calciatore scozzese († 2020)
- 1931 - Filippo Nicoletti, calciatore italiano († 2011)
- 1931 - Johnny Schofield, calciatore inglese († 2006)
- 1931 - Martín Urra, cestista filippino († 2002)
- 1932 - Cliff Allison, pilota automobilistico britannico († 2005)
- 1932 - Jean Céa, matematico francese († 2024)
- 1932 - Horst Eckel, calciatore tedesco († 2021)
- 1932 - Vladas Garastas, ex cestista e allenatore di pallacanestro lituano
- 1932 - Elspeth Howe, politica britannica († 2022)
- 1932 - Angelo Vanzin, canottiere italiano († 2018)
- 1932 - Irene Velásquez, ex cestista cilena
- 1932 - Gigi Vesigna, giornalista italiano († 2015)
- 1932 - John Williams, compositore, arrangiatore e direttore d'orchestra statunitense
- 1933 - Elly Ameling, soprano olandese
- 1933 - Don Burgess, ex pistard britannico
- 1933 - Giuseppe Arpád d'Asburgo-Lorena, nobile († 2017)
- 1933 - Hiroki Kōsai, astronomo giapponese
- 1933 - Uno Palu, atleta estone († 2024)
- 1933 - Josef Taus, politico austriaco († 2024)
- 1933 - Renzo Torelli, arbitro di calcio italiano († 1996)
- 1934 - Nando Barchiesi, calciatore italiano († 2022)
- 1934 - Piet Blom, architetto olandese († 1999)
- 1934 - Galina Bystrova, multiplista e ostacolista sovietica († 1999)
- 1934 - Claude Greder, pallanuotista francese († 2005)
- 1934 - Kazem Rajavi, politico e diplomatico iraniano († 1990)
- 1934 - Vanni Scheiwiller, critico d'arte, editore e giornalista italiano († 1999)
- 1934 - Marijan Žužej, pallanuotista jugoslavo († 2011)
- 1935 - Gregorio Agrigento, mafioso italiano († 2020)
- 1935 - Ivan Beljaev, ex siepista sovietico
- 1935 - Josef Lenz, slittinista tedesco († 2023)
- 1935 - Kong Lung, regista cinese († 2014)
- 1935 - Willy Vannitsen, ciclista su strada e pistard belga († 2001)
- 1936 - Alfie Biggs, calciatore inglese († 2012)
- 1936 - Donnie Butcher, cestista e allenatore di pallacanestro statunitense († 2012)
- 1936 - Antonio Congiu, allenatore di calcio e ex calciatore italiano
- 1936 - Rogelio Guerra, attore e doppiatore messicano († 2018)
- 1936 - Marcella Mariani, attrice italiana († 1955)
- 1937 - Aivars Gipslis, scacchista lettone († 2000)
- 1937 - Manfred Krug, attore e cantante tedesco († 2016)
- 1937 - Joe Raposo, compositore e pianista statunitense († 1989)
- 1937 - Harry Wu, attivista cinese († 2016)
- 1937 - Dito Šanidze, sollevatore sovietico († 2010)
- 1938 - Jean-Baptiste Bordas, calciatore e allenatore di calcio francese († 2024)
- 1939 - Bruno Bianchi, ex velocista italiano
- 1939 - Renzo Ferrari, artista svizzero
- 1939 - Armando Marrocco, artista, pittore e scultore italiano
- 1939 - Ryszard Niewodowski, cestista polacco († 2023)
- 1939 - François Ponchaud, presbitero, missionario e scrittore francese († 2025)
- 1939 - Jose Maria Sison, scrittore e politico filippino († 2022)
- 1939 - Jan Villerius, calciatore olandese († 2013)
- 1939 - Egon Zimmermann, sciatore alpino austriaco († 2019)
- 1940 - Rodney Baxter, fisico australiano († 2025)
- 1940 - François Bizot, antropologo e scrittore canadese
- 1940 - Giacinto Boldrini, politico italiano
- 1940 - Averil Cameron, storica e bizantinista britannica
- 1940 - Richard Lindzen, fisico e meteorologo statunitense
- 1940 - Maurizio Merli, attore italiano († 1989)
- 1940 - Giorgio Oppi, politico italiano († 2022)
- 1940 - Bohdan Paczyński, astronomo polacco († 2007)
- 1940 - Wilhelm Sturm, calciatore tedesco († 1996)
- 1941 - Gladys Ascanio, modella venezuelana
- 1941 - Martin Huston, attore statunitense († 2001)
- 1941 - Nick Nolte, attore statunitense
- 1941 - Cyril Guy Nègre, ingegnere francese († 2016)
- 1941 - Tom Rush, cantante statunitense
- 1941 - Jagjit Singh, compositore e cantante indiano († 2011)
- 1941 - Gelu Voican Voiculescu, politico e geologo rumeno
- 1941 - Carlo Volpi, ex calciatore italiano
- 1942 - Diletta D'Andrea, attrice italiana († 2024)
- 1942 - Jean Gol, politico belga († 1995)
- 1942 - Helena Humann, attrice statunitense († 1994)
- 1942 - Robert Klein, comico, attore e cantante statunitense
- 1942 - Pietro Marchesani, traduttore italiano († 2011)
- 1942 - Terry Melcher, musicista e produttore discografico statunitense († 2004)
- 1942 - Domenico Angelo Scotti, vescovo cattolico italiano
- 1943 - Erminio Bianchi Fasani, attore e ex attore pornografico italiano
- 1943 - Creed Bratton, attore e musicista statunitense
- 1943 - Bennie Briscoe, pugile statunitense († 2010)
- 1943 - Gianni Da Campo, regista, scrittore e traduttore italiano († 2014)
- 1943 - Helmut Kohl, arbitro di calcio austriaco († 1991)
- 1943 - Vittorio Marsiglia, attore italiano
- 1943 - Willy Roy, allenatore di calcio e ex calciatore tedesco
- 1943 - Valerie Thomas, informatica statunitense
- 1944 - Paolo Bertinetti, critico letterario, traduttore e anglista italiano
- 1944 - Rodolfo Bianchi, produttore discografico, musicista e tecnico del suono italiano
- 1944 - Steve Chubin, ex cestista statunitense
- 1944 - Richard Durden, attore britannico
- 1944 - Brian Farrell, vescovo cattolico irlandese
- 1944 - Roger Lloyd Pack, attore britannico († 2014)
- 1944 - Paul Long, ex cestista statunitense
- 1944 - Michael P. Moran, attore e drammaturgo statunitense († 2004)
- 1944 - Ryōsuke Ōhashi, filosofo giapponese
- 1944 - Jaume Pujol Balcells, arcivescovo cattolico spagnolo
- 1944 - Sebastião Salgado, fotografo e fotoreporter brasiliano († 2025)
- 1944 - Bohuslav Svoboda, politico e medico ceco
- 1944 - Alexander Vencel, allenatore di calcio e ex calciatore cecoslovacco
- 1944 - Kansai Yamamoto, stilista giapponese († 2020)
- 1944 - Jiří Zídek, cestista e allenatore di pallacanestro cecoslovacco († 2022)
- 1945 - Miquel Brown, attrice e cantante canadese
- 1945 - Luigi Giannini, ex calciatore italiano
- 1945 - Enrique Vicente Hernández, ex calciatore spagnolo
- 1945 - Sonny King, wrestler statunitense († 2024)
- 1945 - Rino Barillari, fotografo italiano
- 1945 - Michel Stuart, ballerino, coreografo e costumista statunitense († 1997)
- 1946 - Jorge Carlos Alcocer Varela, politico e medico messicano
- 1946 - Gaetano Berruto, linguista italiano
- 1946 - Berta Bojetu, scrittrice, poetessa e attrice slovena († 1997)
- 1946 - Bob Collins, politico australiano († 2007)
- 1946 - Carol Corbu, ex triplista rumeno
- 1946 - Paddy Greenwood, ex calciatore inglese
- 1946 - Paul Hawken, imprenditore, ambientalista e scrittore statunitense
- 1946 - Gert Jonke, scrittore e poeta austriaco († 2009)
- 1946 - Salomón Lerner Ghitis, politico e manager peruviano
- 1946 - Niall O'Brien, attore irlandese († 2009)
- 1946 - Oscar Zubía, allenatore di calcio e ex calciatore uruguaiano
- 1947 - Kerrie Biddell, cantante e insegnante australiana († 2014)
- 1947 - Daniela Caroli, attrice e doppiatrice italiana († 2011)
- 1947 - Aurelio Galli, ex calciatore italiano
- 1947 - John Richard Gott III, astrofisico statunitense
- 1947 - Arnaldo Mariotti, politico italiano
- 1947 - Illy Reale, autore televisivo italiano († 1993)
- 1947 - Gerald Jay Sussman, informatico e matematico statunitense
- 1947 - Marino Zanatta, ex cestista e dirigente sportivo italiano
- 1948 - Bill Cain, ex cestista statunitense
- 1948 - Claudio Grotto, imprenditore italiano
- 1948 - Brian Lloyd, ex calciatore gallese
- 1948 - Jack Maitland, ex giocatore di football americano statunitense
- 1948 - Fabio Trioli, cantante italiano
- 1949 - Brooke Adams, attrice statunitense
- 1949 - Scotty Allen, ex pattinatore artistico su ghiaccio statunitense
- 1949 - Willie Allen, ex cestista statunitense
- 1949 - Niels Arestrup, attore francese († 2024)
- 1949 - Julia Barr, attrice statunitense
- 1949 - Al Coutelis, fumettista francese
- 1949 - Sergiusz Gajek, presbitero polacco
- 1949 - Christy Walton, imprenditrice statunitense
- 1950 - Nicola Fusaro, ex calciatore italiano
- 1950 - Eirik Hundvin, produttore discografico norvegese
- 1950 - Alain Meslet, ciclista su strada francese
- 1950 - Antonio Muolo, militare italiano († 1971)
- 1950 - Marcel Ospel, manager svizzero († 2020)
- 1950 - Kjell Øyasæter, ex calciatore norvegese
- 1951 - John Burridge, allenatore di calcio e ex calciatore scozzese
- 1951 - Jean Chassang, ciclista su strada francese
- 1951 - Rosario Crocetta, ex politico italiano
- 1951 - Eduardo De Crescenzo, cantautore e musicista italiano
- 1951 - Lino Duilio, politico italiano
- 1951 - Eugenio Gamba, ex calciatore italiano
- 1951 - Salvatore Lauro, politico e armatore italiano
- 1951 - Laurie Sivell, ex calciatore britannico
- 1951 - Frank Tømmervåg, calciatore norvegese († 2020)
- 1951 - Z'EV, poeta, percussionista e artista statunitense († 2017)
- 1952 - Rodolfo Carvajal, ex calciatore venezuelano
- 1952 - Mustapha Dahleb, ex calciatore algerino
- 1952 - Daisuke Gōri, attore e doppiatore giapponese († 2010)
- 1952 - Marinho Chagas, calciatore brasiliano († 2014)
- 1952 - Nora Miao, attrice hongkonghese
- 1952 - Carolyn Pickles, attrice britannica
- 1952 - Daniele Segre, regista, sceneggiatore e montatore italiano († 2024)
- 1952 - Silva Semadeni, storica, politica e insegnante svizzera
- 1952 - Rick Strassman, medico statunitense
- 1953 - Johnny Ayris, ex calciatore inglese
- 1953 - Vicky Baldovinos, ex tennista spagnola
- 1953 - Art Bergmann, cantautore canadese
- 1953 - Enzo Caffarelli, linguista e giornalista italiano
- 1953 - Bruno Mariani, chitarrista, compositore e arrangiatore italiano
- 1953 - Gary Pearse, ex rugbista a 15 australiano
- 1953 - Adam Sandurski, ex lottatore polacco
- 1953 - Mary Steenburgen, attrice statunitense
- 1953 - Fernando Ubiergo, cantautore e musicista cileno
- 1953 - Lynn Whitfield, attrice statunitense
- 1954 - Roger van Boxtel, dirigente d'azienda e politico olandese
- 1954 - Ade Coker, ex calciatore nigeriano
- 1954 - Jorge Comas, nuotatore spagnolo
- 1954 - Phyllis Curott, saggista e avvocato statunitense
- 1954 - Geremia Giroldi, ex cestista, dirigente sportivo e allenatore di pallacanestro italiano
- 1954 - Ōji Hiroi, fumettista giapponese
- 1954 - Jimmy Kelly, ex calciatore nordirlandese
- 1954 - Joe Maddon, allenatore di baseball e ex giocatore di baseball statunitense
- 1954 - Alphonse Persico, mafioso statunitense
- 1954 - Christine Rolland, ex sciatrice alpina francese
- 1955 - Sergio Divina, politico italiano
- 1955 - Alessandro Fo, poeta, latinista e traduttore italiano
- 1955 - John Fox, allenatore di football americano statunitense
- 1955 - John Grisham, politico e scrittore statunitense
- 1955 - Svein Grøndalen, ex calciatore norvegese
- 1955 - Jim Neidhart, wrestler statunitense († 2018)
- 1955 - Nancy Oliver, sceneggiatrice e commediografa statunitense
- 1955 - Ethan Phillips, attore statunitense
- 1955 - Raja Iskandar Zulkarnain, principe malese
- 1955 - Fernando Roscio de Ávila, ex pallavolista brasiliano
- 1955 - Viktor Šiškin, allenatore di calcio e ex calciatore sovietico
- 1956 - Stefano Bastianoni, dirigente d'azienda e ex politico italiano
- 1956 - Piero Caraba, compositore e direttore di coro italiano
- 1956 - Gilson Trindade de Jesus, ex cestista brasiliano
- 1956 - Kjersti Holmen, attrice norvegese († 2021)
- 1956 - Marques Johnson, ex cestista e allenatore di pallacanestro statunitense
- 1956 - Giuseppe Pillon, ex calciatore e allenatore di calcio italiano
- 1956 - Magdalena Székely, ex cestista rumena
- 1956 - Nunzio Francesco Testa, politico italiano
- 1956 - Yodrak Salakjai, cantante e attore thailandese († 2008)
- 1957 - Sante Crepaldi, ex calciatore italiano
- 1957 - Massimo De Stefanis, allenatore di calcio e ex calciatore italiano
- 1957 - Katherine Freese, astronoma e fisica statunitense
- 1957 - Mariko Iwadate, fumettista giapponese
- 1957 - John Joyce, politico statunitense
- 1957 - Robert Steven Kapito, imprenditore statunitense
- 1957 - Dominic Rathbone, storico e papirologo britannico
- 1957 - Fred Williams, ex cestista e allenatore di pallacanestro statunitense
- 1958 - Cataldo Innato, karateka e maestro di karate italiano († 2025)
- 1958 - Gerhard Jäger, ex sciatore alpino austriaco
- 1958 - Tommy Langley, ex calciatore inglese
- 1958 - Hermann Panzo, velocista francese († 1999)
- 1958 - Elvis Rolle, ex cestista bahamense
- 1958 - Sensational Sherri, wrestler statunitense († 2007)
- 1958 - Marina Silva, politica, ambientalista e pedagogista brasiliana
- 1959 - Marco Aleotti, regista televisivo italiano
- 1959 - Valentino Battisti, cestista italiano († 2019)
- 1959 - Henry Czerny, attore canadese
- 1959 - Jerry Eaves, ex cestista e allenatore di pallacanestro statunitense
- 1959 - Chico Forti, ex velista e produttore televisivo italiano
- 1959 - Ricardo Gallego, ex calciatore spagnolo
- 1959 - Orfeo Goracci, politico italiano
- 1959 - Heinz Günthardt, allenatore di tennis e ex tennista svizzero
- 1959 - Andrew Hoy, cavaliere australiano
- 1959 - Irina Kalinina, ex tuffatrice sovietica
- 1959 - Mauricio Macri, ingegnere, politico e dirigente sportivo argentino
- 1959 - Claudio Maniago, arcivescovo cattolico italiano
- 1959 - Damir Maričić, ex calciatore jugoslavo
- 1959 - Angelo Rizzo, regista, sceneggiatore e giornalista italiano († 2015)
- 1959 - Misty Blue Simmes, ex wrestler statunitense
- 1959 - Clemente Villaverde Huelga, ex calciatore spagnolo
- 1959 - Eimi Yamada, scrittrice e fumettista giapponese
- 1959 - Simeon Šterev, ex lottatore bulgaro
- 1960 - Benigno Aquino III, politico filippino († 2021)
- 1960 - Dino Ciccarelli, ex hockeista su ghiaccio canadese
- 1960 - Cristina Gravina, ex sciatrice alpina italiana
- 1960 - Alfred Gusenbauer, politico austriaco
- 1960 - Suzanna Hamilton, attrice britannica
- 1960 - Stuart Hamm, bassista statunitense
- 1960 - Fatbardh Jera, ex calciatore albanese
- 1960 - Massimo Marino, conduttore televisivo e attore italiano († 2019)
- 1960 - Scooter McCray, ex cestista e allenatore di pallacanestro statunitense
- 1960 - Roger Mendy, allenatore di calcio e ex calciatore senegalese
- 1960 - Cristal Montañez, modella venezuelana
- 1960 - Giuditta Pandini, ex nuotatrice italiana
- 1960 - Domenico Procacci, produttore cinematografico, editore e produttore discografico italiano
- 1960 - Nunzia Serradimigni, ex cestista italiana
- 1960 - Michela Tartamella, cestista italiana († 2023)
- 1961 - Jeff Allen, ex cestista statunitense
- 1961 - Barbara Allen, politica statunitense
- 1961 - Eduard Eranosjan, allenatore di calcio e ex calciatore bulgaro
- 1961 - Vince Neil, cantante statunitense
- 1961 - Giōrgos Savvidīs, ex calciatore e allenatore di calcio cipriota
- 1962 - Israil Arsamakov, ex sollevatore sovietico
- 1962 - Carl Beeston, ex calciatore inglese
- 1962 - Malorie Blackman, scrittrice britannica
- 1962 - Odalys Cala, ex cestista cubana
- 1962 - Ivan Cenov, ex cestista e dirigente sportivo bulgaro
- 1962 - Mariano Coccia, allenatore di calcio e ex calciatore italiano
- 1962 - Paul Culpin, ex calciatore inglese
- 1962 - Rosanna Filippin, politica italiana
- 1962 - Winnie Hsin, cantante, doppiatrice e attrice teatrale taiwanese
- 1962 - Lisa P. Jackson, politica e ingegnere statunitense
- 1962 - Daniel Levy, imprenditore e dirigente sportivo britannico
- 1962 - Barbara Ludwig, politica tedesca
- 1962 - Márcio Pereira Monteiro, ex calciatore brasiliano
- 1962 - Pamela Springsteen, attrice e fotografa statunitense
- 1962 - Gianpaolo Vallardi, politico italiano
- 1962 - Martin Wuttke, attore tedesco
- 1963 - Gus Bilirakis, politico e avvocato statunitense
- 1963 - Bruno Cornillet, ex ciclista su strada e pistard francese
- 1963 - Giancarlo Galli, atleta paralimpico italiano
- 1963 - Jóhann Hjartarson, scacchista e avvocato islandese
- 1963 - Kim Sam-soo, ex calciatore sudcoreano
- 1963 - Paul Kuiper, ex cestista australiano
- 1963 - Duško Radinović, ex calciatore jugoslavo
- 1963 - Fernando Rodríguez, ex nuotatore peruviano
- 1963 - Igor' Runov, pallavolista sovietico († 2011)
- 1963 - Luigi Zingales, economista e blogger italiano
- 1964 - Nicola Celon, velista italiano
- 1964 - Tatjana Clasing, attrice tedesca
- 1964 - Nicola Farron, attore italiano
- 1964 - Afshin Ghotbi, allenatore di calcio e ex calciatore iraniano
- 1964 - German Gref, politico e banchiere russo
- 1964 - Vito Rosario Petrocelli, politico italiano
- 1964 - Santosh Sivan, regista e direttore della fotografia indiano
- 1964 - Andrea Szulák, cantante, soprano e attrice ungherese
- 1965 - Juan Carlos Babio, ex calciatore venezuelano
- 1965 - Rod Bernstine, ex giocatore di football americano statunitense
- 1965 - Karla Delago, ex sciatrice alpina italiana
- 1965 - Alexander Escobar, allenatore di calcio e ex calciatore colombiano
- 1965 - Mathilda May, attrice francese
- 1965 - Terry McDaniel, ex giocatore di football americano statunitense
- 1965 - Miguel Pardeza, dirigente sportivo e ex calciatore spagnolo
- 1965 - Andrew Sabiston, doppiatore, attore e scrittore canadese
- 1965 - Johan Wallner, allenatore di sci alpino e ex sciatore alpino svedese
- 1966 - Alex Antonitsch, ex tennista austriaco
- 1966 - Arantxa Aranguren, attrice spagnola
- 1966 - Alberto Cottica, fisarmonicista italiano
- 1966 - Luca Dal Fabbro, ingegnere e dirigente d'azienda italiano
- 1966 - Laura Gori, ex cestista italiana
- 1966 - Sean Harris, attore britannico
- 1966 - Jan Karlsson, ex ciclista su strada svedese
- 1966 - Bruno Labbadia, allenatore di calcio e ex calciatore tedesco
- 1966 - Kirk Muller, allenatore di hockey su ghiaccio e ex hockeista su ghiaccio canadese
- 1966 - Jimmy Phillips, allenatore di calcio e ex calciatore inglese
- 1966 - Hristo Stoičkov, ex calciatore e allenatore di calcio bulgaro
- 1966 - Giampiero Valsania, ex pallavolista italiano
- 1966 - Adelir Antônio de Carli, presbitero brasiliano († 2008)
- 1967 - Michael Ansley, ex cestista statunitense
- 1967 - Ladislav Beran, attore e coreografo ceco
- 1967 - Kent Bergersen, allenatore di calcio e ex calciatore norvegese
- 1967 - Chang Cheng-Hsien, ex giocatore di baseball taiwanese
- 1967 - Rachel Cusk, scrittrice inglese
- 1967 - Thierry Godard, attore francese
- 1967 - Kim Sung-ryung, attrice sudcoreana
- 1967 - Laurent Madouas, ex ciclista su strada francese
- 1967 - Luca Marcato, allenatore di calcio e ex calciatore italiano
- 1967 - Lorenzo Minotti, dirigente sportivo e ex calciatore italiano
- 1967 - Simon Ratcliffe, ex calciatore inglese
- 1967 - Sherie Rene Scott, attrice, cantante e librettista statunitense
- 1967 - Silvio Vella, allenatore di calcio e ex calciatore maltese
- 1967 - Virginijus Šeškus, allenatore di pallacanestro lituano
- 1968 - Massimo Antonelli, giocatore di curling e dirigente sportivo italiano
- 1968 - Mickey Brown, ex calciatore inglese
- 1968 - Gary Coleman, attore statunitense († 2010)
- 1968 - Joy Fawcett, allenatrice di calcio e ex calciatrice statunitense
- 1968 - Caleb Francis, allenatore di calcio e ex calciatore norvegese
- 1968 - Glynn Morgan, cantante, compositore e produttore discografico britannico
- 1968 - Claudette Pace, cantante e politica maltese
- 1968 - Alison Scott, ex tennista australiana
- 1968 - Ângelo Victoriano, cestista e allenatore di pallacanestro angolano († 2024)
- 1969 - Tom Bennett, ex calciatore scozzese
- 1969 - Hugo Brizuela, ex calciatore paraguaiano
- 1969 - Marco Cravero, chitarrista italiano
- 1969 - Adrien Duvillard, ex sciatore alpino francese
- 1969 - Eiji Gaya, ex calciatore giapponese
- 1969 - Satsuki Igarashi, fumettista giapponese
- 1969 - Kim Myong-nam, ex sollevatore nordcoreano
- 1969 - Mary Robinette Kowal, scrittrice statunitense
- 1969 - Mary McCormack, attrice statunitense
- 1969 - An Nakahara, fumettista giapponese
- 1969 - Andrea Orlando, politico italiano
- 1969 - Marco Villa, dirigente sportivo, ex pistard e ciclista su strada italiano
- 1969 - Karl Wiedergott, attore e doppiatore tedesco
- 1969 - Verena Wolf, ex pallamanista italiana
- 1970 - Jurij Bereza, politico e militare ucraino
- 1970 - Antonio Cericola, compositore e direttore d'orchestra italiano
- 1970 - Barbara Cola, cantante e attrice teatrale italiana
- 1970 - Stephanie Courtney, attrice e doppiatrice statunitense
- 1970 - Maria Danielsson, ex cestista svedese
- 1970 - John Filan, allenatore di calcio e ex calciatore australiano
- 1970 - Oleksandr Horškov, allenatore di calcio e ex calciatore ucraino
- 1970 - Iván Kovács, schermidore ungherese
- 1970 - Milan Malatinský, allenatore di calcio e calciatore slovacco († 2018)
- 1970 - Jamie Martin, ex giocatore di football americano statunitense
- 1970 - Alonzo Mourning, ex cestista statunitense
- 1970 - Peter Rzehak, ex sciatore alpino austriaco
- 1970 - André Steiner, ex canottiere tedesco
- 1970 - Ivica Tucak, ex pallanuotista e allenatore di pallanuoto croato
- 1970 - Cüneyt Özdemir, giornalista, regista televisivo e scrittore turco
- 1971 - Lars Fredriksen, cantante norvegese
- 1971 - Aidy Boothroyd, allenatore di calcio e ex calciatore inglese
- 1971 - Emiliano De Juliis, allenatore di calcio e ex calciatore italiano
- 1971 - Andrea Duodo, dirigente d'azienda e dirigente sportivo italiano
- 1971 - Andre El Haddad, ex arbitro di calcio libanese
- 1971 - Maura Healey, politica statunitense
- 1971 - Steinar Hoen, ex altista norvegese
- 1971 - Gas Lipstick, batterista svedese
- 1971 - Lu Chuan, regista, sceneggiatore e produttore cinematografico cinese
- 1971 - Susan Misner, attrice statunitense
- 1971 - Dmitrij Neljubin, ciclista su strada e pistard sovietico († 2005)
- 1971 - Mark Russell, scrittore e fumettista statunitense
- 1971 - Fraser T Smith, produttore discografico, paroliere e musicista britannico
- 1971 - Dušan Tóth, ex calciatore slovacco
- 1971 - Roberta Ulivi, ex calciatrice italiana
- 1971 - Andrus Veerpalu, fondista estone
- 1972 - Big Show, wrestler e attore statunitense
- 1972 - Ilana Cicurel, avvocata e politica francese
- 1972 - Adrian Coates, pilota motociclistico britannico
- 1972 - Joanna Cupryś, ex cestista polacca
- 1972 - Guillaume Gallienne, attore e regista francese
- 1972 - Molly Goodenbour, ex cestista e allenatrice di pallacanestro statunitense
- 1972 - Christian Greber, ex sciatore alpino austriaco
- 1972 - Hanne Mette Gunnarsrud, cantante norvegese
- 1972 - Marco Aurelio Silva Businhani, ex calciatore brasiliano
- 1972 - Marina Pellizzer, allenatrice di calcio e ex calciatrice italiana
- 1972 - Janice Rankin, ex giocatrice di curling britannica
- 1972 - Karina Rodríguez, ex cestista argentina
- 1972 - Gabriela Suvová, ex biatleta ceca
- 1972 - Dave Suzuki, polistrumentista statunitense
- 1972 - Martin Tenk, ex tiratore a segno ceco
- 1972 - Francesca Touré, cantante italiana
- 1972 - Hiroshi Tsuchida, doppiatore giapponese
- 1972 - Matthieu Verschuère, ex calciatore francese
- 1972 - Bruno de Carvalho, imprenditore portoghese
- 1973 - Peter V. Brett, scrittore statunitense
- 1973 - Michelle Brogan, ex cestista australiana
- 1973 - Gianluca Colonnello, allenatore di calcio e ex calciatore italiano
- 1973 - Mike Harder, allenatore di hockey su ghiaccio e ex hockeista su ghiaccio canadese
- 1973 - Project Pat, rapper statunitense
- 1973 - Caterina Klusemann, regista e produttrice cinematografica tedesca
- 1973 - Marc Lloyd-Williams, ex calciatore gallese
- 1973 - Fanny Lú, cantante e attrice colombiana
- 1973 - Andrea Moranty, ex attore pornografico spagnolo
- 1973 - Kalliopī Ouzounī, ex pesista greca
- 1973 - Paco Plaza, regista spagnolo
- 1974 - Domenico Beneventi, vescovo cattolico italiano
- 1974 - Jakub Dovalil, allenatore di calcio e ex calciatore ceco
- 1974 - Kimbo Slice, artista marziale misto e pugile bahamense († 2016)
- 1974 - Seth Green, attore, doppiatore e regista statunitense
- 1974 - Zoran Janković, allenatore di calcio e ex calciatore jugoslavo
- 1974 - Susan May Pratt, attrice statunitense
- 1974 - Gennadij Michajlov, dirigente sportivo e ex ciclista su strada russo
- 1974 - Joshua Morrow, attore statunitense
- 1974 - Guy-Manuel de Homem-Christo, disc jockey e produttore discografico francese
- 1974 - Ulises de la Cruz, politico e ex calciatore ecuadoriano
- 1975 - Clarence Acuña, ex calciatore cileno
- 1975 - Kevin Cooper, allenatore di calcio e ex calciatore inglese
- 1975 - Rosario Di Rosa, pianista e compositore italiano
- 1975 - Tye Fields, pugile statunitense
- 1975 - Gian Luigi Gatta, giurista italiano
- 1975 - Alexondra Lee, attrice e ballerina statunitense
- 1975 - José María Movilla, ex calciatore spagnolo
- 1975 - Petri Nygård, rapper finlandese
- 1975 - Patrizia Panico, allenatrice di calcio e ex calciatrice italiana
- 1975 - Anna Pirozzi, soprano italiano
- 1975 - César Prates, ex calciatore brasiliano
- 1975 - Emily Lakdawalla, giornalista e geologa statunitense
- 1975 - Leonardo Valenti, sceneggiatore italiano
- 1976 - Walter Avalos, ex calciatore paraguaiano
- 1976 - Michael Boulding, ex calciatore inglese
- 1976 - Sharon Duncan-Brewster, attrice britannica
- 1976 - Capone, rapper statunitense
- 1976 - Anna Melikjan, regista e sceneggiatrice russa
- 1976 - Jeremy Rebek, ex hockeista su ghiaccio canadese
- 1976 - Jorge Vargas, allenatore di calcio e ex calciatore cileno
- 1976 - Nicolas Vouilloz, pilota di rally e ex mountain biker francese
- 1976 - Yang Shaoqi, ex schermitrice cinese
- 1977 - Ana Flávia Azinheira, ex cestista e politica mozambicana
- 1977 - Svala Björgvinsdóttir, cantante islandese
- 1977 - Jaïrzinho Cardoso, giocatore di beach soccer e ex calciatore francese
- 1977 - Giacomo Cimini, regista, sceneggiatore e produttore cinematografico italiano
- 1977 - Ousmane Dabo, ex calciatore francese
- 1977 - Petr Fulín, pilota automobilistico ceco
- 1977 - Salvatore Greco, politico italiano
- 1977 - Pooch Hall, attore statunitense
- 1977 - Radosław Hyży, ex cestista polacco
- 1977 - Sverre Andreas Jakobsson, ex pallamanista e allenatore di pallamano islandese
- 1977 - Aaron Johnson, produttore discografico e musicista statunitense
- 1977 - Bridgette Kerkove, ex attrice pornografica statunitense
- 1977 - Roman Kostomarov, ex danzatore su ghiaccio russo
- 1977 - Florian Planker, hockeista su slittino italiano
- 1977 - Diego Romancikas, allenatore di calcio e ex calciatore argentino
- 1977 - Daniel Sanabria, ex calciatore paraguaiano
- 1977 - Nakaba Suzuki, fumettista giapponese
- 1977 - Mathieu Turcotte, pattinatore di short track canadese
- 1977 - Mark Zegers, ex calciatore olandese
- 1978 - Dapayk, musicista tedesco
- 1978 - Andrej Egorčev, ex pallavolista russo
- 1978 - Gastón Esmerado, allenatore di calcio e ex calciatore argentino
- 1978 - Alessandro Faria, ex calciatore brasiliano
- 1978 - Zsuzsa Hagara, ex cestista ungherese
- 1978 - Konrad Hari, ex sciatore alpino svizzero
- 1978 - Paolo Perazzani, batterista italiano
- 1978 - Fedir Pylypiv, ex giocatore di calcio a 5 ucraino
- 1979 - Maciej Bogucki, pentatleta polacco
- 1979 - Lionel Cappone, ex calciatore francese
- 1979 - Denisa Chládková, ex tennista ceca
- 1979 - Michele Cocchi, psicoterapeuta e scrittore italiano († 2022)
- 1979 - Antonio Hidalgo, allenatore di calcio e ex calciatore spagnolo
- 1979 - Pedro Júlio Marques Ribeiro, ex calciatore portoghese
- 1979 - Aleksej Mišin, ex lottatore russo
- 1979 - Martin Rowlands, ex calciatore irlandese
- 1979 - Massimiliano Virgilio, scrittore italiano
- 1979 - Josh Keaton, doppiatore e musicista statunitense
- 1980 - Fatou Balayara, ex cestista senegalese
- 1980 - Aleksandr Çertoqanov, ex calciatore ucraino
- 1980 - Marco Esposito, ex calciatore italiano
- 1980 - Patrick Falk, ex calciatore tedesco
- 1980 - Nabie Fofanah, ex velocista guineano
- 1980 - Elisabetta Gregoraci, conduttrice televisiva, showgirl e ex modella italiana
- 1980 - William Jackson Harper, attore statunitense
- 1980 - Kami Imai, fumettista giapponese
- 1980 - Miguel Ángel Pichardo, ex cestista dominicano
- 1980 - Stephen Wright, ex calciatore inglese
- 1980 - Yang Wei, ex ginnasta cinese
- 1981 - Emanuele Birarelli, ex pallavolista italiano
- 1981 - Krzysztof Brede, allenatore di calcio e ex calciatore polacco
- 1981 - Jorge Brítez, calciatore paraguaiano
- 1981 - Benjamin Eze, ex cestista nigeriano
- 1981 - Steve Gohouri, calciatore ivoriano († 2015)
- 1981 - Bertrand Grospellier, giocatore di poker e videogiocatore francese
- 1981 - Amir Hadj Massaoued, ex calciatore tunisino
- 1981 - Gibran Hamdan, ex giocatore di football americano statunitense
- 1981 - Jani Modig, ex giocatore di calcio a 5 e ex calciatore finlandese
- 1981 - Dawn Olivieri, attrice e ex modella statunitense
- 1981 - Stalin Ortiz, cestista colombiano
- 1981 - Jim Parrack, attore statunitense
- 1981 - Semën Poltavskij, ex pallavolista ucraino
- 1981 - Turk, rapper statunitense
- 1981 - Aurélie Védy, ex tennista francese
- 1982 - Carlene Aguilar, modella filippina
- 1982 - Sophie Choudry, attrice britannica
- 1982 - Rebecca Feldman, ex atleta paralimpica australiana
- 1982 - Sandra Gini, ex sciatrice alpina svizzera
- 1982 - Robert Margalis, ex nuotatore statunitense
- 1982 - Liam McIntyre, attore australiano
- 1982 - Iryna Merleni, lottatrice ucraina
- 1982 - Michal Peškovič, ex calciatore slovacco
- 1982 - Erik Rhodes, attore pornografico statunitense († 2012)
- 1982 - Wael Riad, allenatore di calcio e ex calciatore egiziano
- 1982 - Gabriel Rufián, attivista e politico spagnolo
- 1982 - Rory Sutherland, ex ciclista su strada australiano
- 1982 - Zersenay Tadese, mezzofondista e maratoneta eritreo
- 1982 - Danny Tamberelli, attore e musicista statunitense
- 1982 - Stef Wils, allenatore di calcio e ex calciatore belga
- 1982 - Şaziye İvegin, ex cestista turca
- 1983 - Cosimo Adelizzi, politico e imprenditore italiano
- 1983 - Jermaine Anderson, ex cestista e dirigente sportivo canadese
- 1983 - Jermaine Blackburn, ex cestista statunitense
- 1983 - Esther Bottomley, ex fondista australiana
- 1983 - Choi Sung-kuk, ex calciatore sudcoreano
- 1983 - Andronikos Gkizogiannīs, cestista greco
- 1983 - Louise Glover, modella e fotografa britannica
- 1983 - Atiba Hutchinson, ex calciatore canadese
- 1983 - Cory Jane, ex rugbista a 15 e allenatore di rugby a 15 neozelandese
- 1983 - Alexander Johnson, ex cestista statunitense
- 1983 - Elias Kanu, ex calciatore brasiliano
- 1983 - Ricardo León Brito, ex calciatore spagnolo
- 1983 - João Paiva, allenatore di calcio e ex calciatore portoghese
- 1983 - Didier Païs, ex lottatore francese
- 1983 - Sergej Širjaev, ex fondista russo
- 1983 - Tony Skinn, allenatore di pallacanestro e ex cestista nigeriano
- 1983 - Ivan Skobrev, pattinatore di velocità su ghiaccio russo
- 1983 - Jördis Steinegger, nuotatrice austriaca
- 1983 - Olga Syahputra, attore indonesiano († 2015)
- 1983 - Jim Verraros, cantante statunitense
- 1983 - Birte Wentzek, attrice tedesca
- 1984 - Sean Bergenheim, ex hockeista su ghiaccio finlandese
- 1984 - Chiara Borgogno, pallavolista italiana
- 1984 - Eduardo Escobedo, pugile messicano
- 1984 - Manon Flier, pallavolista olandese
- 1984 - Rudy Goldin, nuotatore italiano
- 1984 - Maria Gstöttner, calciatrice austriaca
- 1984 - Manuel Osborne-Paradis, ex sciatore alpino canadese
- 1984 - Cecily Strong, attrice e comica statunitense
- 1984 - Shelley Thompson, ex calciatrice tedesca
- 1984 - Niccolò Torielli, conduttore televisivo e conduttore radiofonico italiano
- 1984 - Panagiōtīs Vasilopoulos, ex cestista greco
- 1985 - Habib Baldé, ex calciatore francese
- 1985 - Petra Cetkovská, ex tennista ceca
- 1985 - Christine Chatelain, attrice canadese
- 1985 - Dario Chiazzolino, chitarrista, compositore e arrangiatore italiano
- 1985 - Marin Con, ex calciatore croato
- 1985 - Vangelis Delakas, ex pallanuotista greco
- 1985 - Adam Dennis, allenatore di hockey su ghiaccio e ex hockeista su ghiaccio canadese
- 1985 - Jaba Dvali, ex calciatore georgiano
- 1985 - Thomas Gardner, ex cestista statunitense
- 1985 - Maria Karlsson, ex calciatrice svedese
- 1985 - Sophie Lamon, schermitrice svizzera
- 1985 - Aleksandar Petrović, allenatore di calcio e ex calciatore serbo
- 1985 - Brian Randle, ex cestista e allenatore di pallacanestro statunitense
- 1985 - Wang Yeu-tzuoo, ex tennista taiwanese
- 1986 - Eldin Adilović, ex calciatore bosniaco
- 1986 - Anderson Paak, cantante, rapper e batterista statunitense
- 1986 - Natasha Farinea, pallavolista brasiliana
- 1986 - Anna Hutchison, attrice neozelandese
- 1986 - Sanna Kämäräinen, discobola finlandese
- 1986 - Jure Lalić, ex cestista croato
- 1986 - Artem Sitak, ex tennista russo
- 1986 - Caio Terra, artista marziale brasiliano
- 1986 - Agnesa Vuthaj, modella kosovara
- 1986 - Mehmet Yılmaz Ak, attore e drammaturgo turco
- 1986 - Eefje de Visser, cantautrice olandese
- 1987 - Choi Chul-soon, calciatore sudcoreano
- 1987 - Lise Davidsen, soprano norvegese
- 1987 - Chris Erskine, calciatore scozzese
- 1987 - Francisco Javier García, ex calciatore spagnolo
- 1987 - Jessica Jerome, ex saltatrice con gli sci statunitense
- 1987 - Carolina Kostner, pattinatrice artistica su ghiaccio italiana
- 1987 - Akwasi Oduro, calciatore belga
- 1987 - Ali Ottman, ex calciatore israeliano
- 1987 - Gonzalo Viera, calciatore uruguaiano
- 1987 - Jolanta Zawadzka, scacchista polacca
- 1988 - Ramin Azizov, taekwondoka azero
- 1988 - Giancarlo González, calciatore costaricano
- 1988 - Ariel Harush, calciatore israeliano
- 1988 - Jahlil Beats, produttore discografico e beatmaker statunitense
- 1988 - Kim Byeong-jun, pattinatore di short track sudcoreano
- 1988 - Albin Lee Meldau, cantante svedese
- 1988 - Bilal Najjarine, ex calciatore libanese
- 1988 - Ryan Pinkston, attore statunitense
- 1988 - Nozomi Sasaki, modella, attrice e cantante giapponese
- 1988 - Norbert Trandafir, ex nuotatore rumeno
- 1988 - David Šain, canottiere croato
- 1989 - Leandro Aguirre, calciatore argentino
- 1989 - Oleg Alejnik, calciatore russo
- 1989 - Bronte Barratt, ex nuotatrice australiana
- 1989 - Nayka Benítez, pallavolista portoricana
- 1989 - Christina Grima, ex cestista maltese
- 1989 - Christian Groß, dirigente sportivo e ex calciatore tedesco
- 1989 - Zac Guildford, rugbista a 15 neozelandese
- 1989 - Chai Hansen, attore thailandese
- 1989 - Vladimir Hernández, calciatore colombiano
- 1989 - JaJuan Johnson, cestista statunitense
- 1989 - Syuri, wrestler, kickboxer e artista marziale mista giapponese
- 1989 - Stanislav Kuliš, calciatore ucraino
- 1989 - Boaz Lalang, mezzofondista keniota
- 1989 - Ilaria Leoni, allenatrice di calcio e ex calciatrice italiana
- 1989 - Mentor Mazrekaj, calciatore kosovaro
- 1989 - Ivan Milovanov, giocatore di calcio a 5 russo
- 1989 - Tomeu Nadal, ex calciatore spagnolo
- 1989 - Enrica Pavia, ex cestista italiana
- 1989 - Akseli Pelvas, ex calciatore finlandese
- 1989 - Ksenija Perova, arciera russa
- 1989 - Austin Pettis, giocatore di football americano statunitense
- 1989 - David Ritschard, cantante svedese
- 1989 - Courtney Vandersloot, cestista statunitense
- 1989 - Andrėj Varankoŭ, calciatore bielorusso
- 1989 - Wang Shenchao, calciatore cinese
- 1990 - Diego Antl, rugbista a 15 e rugbista a 7 argentino
- 1990 - Ramzi Aya, ex calciatore italiano
- 1990 - Baek Jin-hee, attrice sudcoreana
- 1990 - Yacine Brahimi, calciatore francese
- 1990 - Shane Brathwaite, ostacolista barbadiano
- 1990 - Vegard Breen, ex ciclista su strada norvegese
- 1990 - Brittany Bristow, attrice canadese
- 1990 - Diana Del Bufalo, attrice, cantante e conduttrice televisiva italiana
- 1990 - Pietro Di Nardo, ex calciatore svizzero
- 1990 - Wanderson Miranda Francisco, calciatore brasiliano
- 1990 - Bethany Hamilton, surfista statunitense
- 1990 - Johnny Hekker, giocatore di football americano statunitense
- 1990 - Duke Hudson, wrestler australiano
- 1990 - Michala Kvapilová, giocatrice di beach volley ceca
- 1990 - Joey Litjens, pilota motociclistico olandese
- 1990 - Christian Madsen, attore statunitense
- 1990 - Makhmud Muradov, artista marziale misto e kickboxer tagiko
- 1990 - Jhon Obregón, ex calciatore colombiano
- 1990 - Emily Scarratt, rugbista a 15 inglese
- 1990 - Ben Schnetzer, attore statunitense
- 1990 - Fran, calciatore spagnolo
- 1990 - Klay Thompson, cestista statunitense
- 1990 - Mickaël Var, cestista francese
- 1990 - Xyon Quinn, wrestler e ex rugbista a 13 australiano
- 1990 - Sevcan Yaşar, attrice e modella turca
- 1991 - Will Cherry, cestista statunitense
- 1991 - Genzebe Dibaba, maratoneta e mezzofondista etiope
- 1991 - Alberto Espínola, calciatore paraguaiano
- 1991 - Daniel Febles, calciatore venezuelano
- 1991 - Facundo Guichón, calciatore uruguaiano
- 1991 - Jordan Hill, giocatore di football americano statunitense
- 1991 - Wahbi Khazri, calciatore francese
- 1991 - Philippe Koch, ex calciatore svizzero
- 1991 - Michael Lang, ex calciatore svizzero
- 1991 - Islam Magomedov, lottatore russo
- 1991 - Victor Malmström, ex sciatore alpino finlandese
- 1991 - Nam Woo-hyun, cantante e attore sudcoreano
- 1991 - Alex Okafor, giocatore di football americano statunitense
- 1991 - Pak Yong-mi, lottatrice nordcoreana
- 1991 - Kim Polling, judoka olandese
- 1991 - Ri Yong-jik, calciatore nordcoreano
- 1991 - Philemon Rono, maratoneta keniota
- 1991 - Roberto Soriano, calciatore italiano
- 1991 - Aristeidīs Soïledīs, ex calciatore greco
- 1992 - Eunice Beckmann, calciatrice tedesca
- 1992 - Ander Capa, calciatore spagnolo
- 1992 - Adrià Carmona, ex calciatore spagnolo
- 1992 - Ella Clark, ex cestista britannica
- 1992 - Kevin Dawson, calciatore uruguaiano
- 1992 - Samanta Fabris, pallavolista croata
- 1992 - Márton Fucsovics, tennista ungherese
- 1992 - Juan'ya Green, ex cestista statunitense
- 1992 - Arnolds Helmanis, cestista lettone
- 1992 - Joe Jackson, ex cestista statunitense
- 1992 - Branislav Janković, calciatore montenegrino
- 1992 - Carl Jenkinson, calciatore finlandese
- 1992 - Adrián Leites, calciatore uruguaiano
- 1992 - Bruno Martins Indi, calciatore portoghese
- 1992 - Misaki Matsutomo, giocatrice di badminton giapponese
- 1992 - Brandon McNally, hockeista su ghiaccio e dirigente sportivo statunitense
- 1992 - Maarten Meiners, ex sciatore alpino olandese
- 1992 - Vladimir Obuchov, calciatore russo
- 1992 - Lindsay Rose, calciatore francese
- 1992 - Alonzo Russell, velocista bahamense
- 1992 - Idriss Saadi, calciatore francese
- 1992 - Tatsuya Uchida, calciatore giapponese
- 1992 - Karle Warren, attrice statunitense
- 1993 - Stefano Beltrame, calciatore italiano
- 1993 - Chen Lijun, sollevatore cinese
- 1993 - Sean Davis, calciatore statunitense
- 1993 - Matej Falat, ex sciatore alpino slovacco
- 1993 - Tayavek Gallizzi, cestista argentino
- 1993 - Shelby Houlihan, mezzofondista statunitense
- 1993 - Darko Jevtić, calciatore svizzero
- 1993 - René Joensen, calciatore faroese
- 1993 - Davit Khocholava, ex calciatore georgiano
- 1993 - Magomed Kurbanov, lottatore russo
- 1993 - Sjarhej Pušnjakŭ, calciatore bielorusso
- 1993 - Artur Rättel, ex calciatore estone
- 1993 - Måns Söderqvist, calciatore svedese
- 1993 - Luisa Wensing, ex calciatrice tedesca
- 1993 - Gustav Magnar Witzøe, imprenditore e modello norvegese
- 1994 - Abdoul Ba, ex calciatore mauritano
- 1994 - Mattia Bellini, rugbista a 15 italiano
- 1994 - Mateusz Biskup, canottiere polacco
- 1994 - Hakan Çalhanoğlu, calciatore turco
- 1994 - Erivaldo, calciatore portoghese
- 1994 - Howard García, pallavolista portoricano
- 1994 - Douglas Coutinho, calciatore brasiliano
- 1994 - Thomas Grøgaard, calciatore norvegese
- 1994 - Marko Malenica, calciatore croato
- 1994 - Aġvan Papikyan, calciatore polacco
- 1994 - Dino Špehar, calciatore croato
- 1994 - Vivian Kong, schermitrice hongkonghese
- 1994 - Ingo van Weert, calciatore olandese
- 1994 - Fabian Wiede, pallamanista tedesco
- 1994 - Nikki Yanofsky, cantante canadese
- 1994 - Ángel Zaldívar, calciatore messicano
- 1995 - Alberto Arévalo, tuffatore spagnolo
- 1995 - Kasper Asgreen, ciclista su strada danese
- 1995 - Taliyah Brooks, multiplista statunitense
- 1995 - Uroš Damnjanović, calciatore serbo
- 1995 - Gabriel Deck, cestista argentino
- 1995 - Mijat Gaćinović, calciatore bosniaco
- 1995 - Riaan Hanamub, calciatore namibiano
- 1995 - Hjörtur Hermannsson, calciatore islandese
- 1995 - Joshua Kimmich, calciatore tedesco
- 1995 - Zakarie Labidi, calciatore francese
- 1995 - Jason McCarthy, calciatore inglese
- 1995 - Alexandru Mitriță, calciatore rumeno
- 1995 - Natalia Nykiel, cantante e cantautrice polacca
- 1995 - Arthur Rozenfeld, cestista francese
- 1995 - Kentarō Takahashi, pallavolista giapponese
- 1995 - Jordan Todosey, attrice canadese
- 1995 - Yao Jinnan, ex ginnasta cinese
- 1996 - Simone Bellan, cestista italiano
- 1996 - Brian Blasi, calciatore argentino
- 1996 - Laura Cornelius, cestista olandese
- 1996 - Karim Essikal, calciatore belga
- 1996 - Nicolás Fernández, calciatore argentino
- 1996 - Reiss Greenidge, calciatore guyanese
- 1996 - Lazare K'up'at'adze, calciatore georgiano
- 1996 - Kenedy, calciatore brasiliano
- 1996 - Elijah Lee, giocatore di football americano statunitense
- 1996 - Anton Mitrjuškin, calciatore russo
- 1996 - Lys Mousset, calciatore francese
- 1996 - Karl Namnganda, calciatore centrafricano
- 1996 - Damian Rasak, calciatore polacco
- 1996 - Paschalīs Staikos, calciatore greco
- 1996 - Jack Tocho, giocatore di football americano statunitense
- 1997 - Bella Poarch, cantante filippina
- 1997 - Dadá Belmonte, calciatore brasiliano
- 1997 - Pascal Eenkhoorn, ciclista su strada olandese
- 1997 - Nasser Maher, calciatore egiziano
- 1997 - Lee You-hyeon, calciatore sudcoreano
- 1997 - Jordan Miller, giocatore di football americano statunitense
- 1997 - Kathryn Newton, attrice statunitense
- 1997 - Grant Riller, cestista statunitense
- 1997 - Javier Ruisanchez, nuotatore artistico portoricano
- 1997 - Quintessa Swindell, attrice statunitense
- 1997 - Guido Vadalá, calciatore argentino
- 1997 - Suri Vaibhav, scacchista indiano
- 1997 - Anton Walkes, calciatore inglese († 2023)
- 1998 - Kelvin Amian, calciatore francese
- 1998 - Marcos Arturia, calciatore argentino
- 1998 - Rhys Carre, rugbista a 15 britannico
- 1998 - Choe Song-hyok, calciatore nordcoreano
- 1998 - Mateusz Czyżycki, calciatore polacco
- 1998 - Valentin Ferron, ciclista su strada francese
- 1998 - Jaime Giraldo, calciatore colombiano
- 1998 - Andreaw Gravillon, calciatore francese
- 1998 - Rui Hachimura, cestista giapponese
- 1998 - Dino Halilović, calciatore croato
- 1998 - Miharu Hanai, doppiatrice giapponese
- 1998 - Elton Kabangu, calciatore belga
- 1998 - Vital' Lisakovič, calciatore bielorusso
- 1998 - Orlando Luz, tennista brasiliano
- 1998 - Giovanni Tiepo, calciatore brasiliano
- 1999 - Ahmed Suhail, calciatore qatariota
- 1999 - Nesim Amsellek, mezzofondista italiano
- 1999 - Tajon Buchanan, calciatore canadese
- 1999 - Omir Fernandez, calciatore statunitense
- 1999 - Ivan Février, cestista francese
- 1999 - Mathias Gidsel, pallamanista danese
- 1999 - Ashley Kratzer, tennista statunitense
- 1999 - Abdul Nurudeen, calciatore ghanese
- 1999 - Jon Mersinaj, calciatore albanese
- 1999 - Juan Miritello, calciatore argentino
- 1999 - Kōnstantinos Mpalogiannīs, calciatore greco
- 1999 - DiDi Richards, cestista statunitense
- 1999 - Alessia Russo, calciatrice inglese
- 1999 - Kristine Stavås Skistad, fondista norvegese
- 1999 - Callum Slattery, calciatore inglese
- 1999 - Rasmus Wiedesheim-Paul, calciatore svedese
- 1999 - Emil Jančev, calciatore bulgaro
- 2000 - Juan Carlos Arana, calciatore spagnolo
- 2000 - Jakov Blagaić, calciatore croato
- 2000 - Moisés Brandán, calciatore argentino
- 2000 - Till Cissokho, calciatore francese
- 2000 - Chris Durkin, calciatore statunitense
- 2000 - Mathilde Gremaud, sciatrice freestyle svizzera
- 2000 - Hanna Hryškevič, pallavolista bielorussa
- 2000 - Victor Jensen, calciatore danese
- 2000 - Marash Kumbulla, calciatore albanese
- 2000 - Igoh Ogbu, calciatore nigeriano
- 2000 - Julija Poljačichina, modella russa
- 2000 - Guzmán Rodríguez, calciatore uruguaiano

## XXI secolo(34)
- 2001 - Melissa Bellucci, calciatrice italiana
- 2001 - Fernando David Cardozo, calciatore paraguaiano
- 2001 - Jesús Gordillo, giocatore di calcio a 5 spagnolo
- 2001 - Jxdn, cantante statunitense
- 2001 - Mohamed Shehata, calciatore egiziano
- 2001 - Shamil Mamedov, lottatore russo
- 2001 - Charles Petro, calciatore malawiano
- 2001 - Beñat Prados, calciatore spagnolo
- 2001 - Šaḩrom Samiev, calciatore tagiko
- 2001 - Gabriele Vagnato, comico e conduttore televisivo italiano
- 2002 - B.Baby, rapper svedese
- 2002 - Haissem Hassan, calciatore francese
- 2002 - Mohammad Nokhodi, lottatore iraniano
- 2002 - Jaden Philogene, calciatore inglese
- 2002 - Viktória Reichová, nuotatrice artistica slovacca
- 2002 - Rômulo José Cardoso da Cruz, calciatore brasiliano
- 2002 - Ludovico Viberti, nuotatore italiano
- 2003 - Mika Biereth, calciatore danese
- 2003 - Liam Delap, calciatore inglese
- 2003 - Souleymane Faye, calciatore senegalese
- 2003 - Joaquín Fernández, calciatore uruguaiano
- 2003 - Emin Hasić, calciatore svedese
- 2003 - Djawal Kaiba, calciatore camerunese
- 2003 - JC Latham, giocatore di football americano statunitense
- 2003 - Nikolas Muci, calciatore svizzero
- 2003 - Tomás Ariel Silva, calciatore argentino
- 2003 - Filippo Terracciano, calciatore italiano
- 2003 - Kaihim Thomas, calciatore trinidadiano
- 2004 - Samuel Bagín, calciatore slovacco
- 2004 - Giōrgos Koutsias, calciatore greco
- 2004 - David Ruíz, calciatore honduregno
- 2005 - Wallace Yan, calciatore brasiliano
- 2006 - Joscelyn Roberson, ginnasta statunitense
- 2010 - Ella Stiner, nuotatrice artistica israeliana